# Арси сир Об
Арси сир Об (фр. Arcis-sur-Aube) насеље је и општина у североисточној Француској у региону Шампања-Ардени, у департману Об која припада префектури Троа.
По подацима из 2011. године у општини је живело 2.988 становника, а густина насељености је износила 314,86 становника/km². Општина се простире на површини од 9,49 km². Налази се на средњој надморској висини од 92 метара.

## Демографија
| 1962. | 1968. | 1975. | 1982. | 1990. | 1999. | 2011. |
| ----- | ----- | ----- | ----- | ----- | ----- | ----- |
| 2.856 | 3.213 | 3.390 | 3.216 | 2.855 | 2.841 | 2.988 |

График промене броја становника у току последњих година